# Foce del Fiume Irminio
Foce del Fiume Irminio este o arie protejată (arie specială de conservare — SAC, sit de importanță comunitară — SCI) din Italia întinsă pe o suprafață de 189 ha, integral pe uscat.

## Localizare
Centrul sitului Foce del Fiume Irminio este situat la coordonatele 36°46′42″N 14°35′45″E / 36.778315°N 14.595751°E.

## Înființare
Situl Foce del Fiume Irminio a fost declarat sit de importanță comunitară în septembrie 1995 pentru a proteja 22 de specii de animale. Situl a fost protejat și ca arie specială de conservare în martie 2017.

## Biodiversitate
Situată în ecoregiunea mediteraneană, aria protejată conține 11 habitate naturale: Pseudostepă cu ierburi și specii anuale de Thero-Brachypodietea, Râuri mediteraneene cu debit permanent cu specii de Paspalo-Agrostidion și galerii riverane de Salix și de Populus alba, Galerii și tufărișuri riverane sudice (Nerio-Tamaricetea și Securinegion tinctoriae), Faleze cu vegetație de Limonium spp. endemic de pe coastele mediteraneene, Galerii de Salix alba și de Populus alba, Dune cu vegetație ierboasă Malcolmietalia, Tufărișuri termo-mediteraneene și de pre-deșert, Dune de coastă cu Juniperus spp., Dune mobile cu vegetație embrionară, Pășuni mediteraneene udate de apa mării (Juncetalia maritimi), Vegetație anuală la limita mareei.
La baza desemnării sitului se află mai multe specii protejate:
- păsări (17): pescăruș albastru (Alcedo atthis), stârc roșu (Ardea purpurea), stârc galben (Ardeola ralloides), pasărea ogorului (Burhinus oedicnemus), prundăraș de sărătură (Charadrius alexandrinus), erete de stuf (Circus aeruginosus), egretă mică (Egretta garzetta), acvilă pitică (Hieraaetus pennatus), stârc pitic (Ixobrychus minutus), Larus audouinii, Larus genei, pescăruș-cu-cap-negru (Larus melanocephalus), stârc de noapte (Nycticorax nycticorax), cormoran mare (Phalacrocorax carbo), ploier auriu (Pluvialis apricaria), chiră de mare (Thalasseus sandvicensis), fluierar de mlaștină (Tringa glareola)
- nevertebrate (1): Brachytrupes megacephalus
- pești (2): Aphanius fasciatus, Rutilus rubilio
- reptile (2): Emys trinacris, elaphe situla (Zamenis situla)

Pe lângă speciile protejate, pe teritoriul sitului au mai fost identificate 33 de specii de plante, 1 specie de păsări, 2 specii de amfibieni, 3 specii de mamifere, 85 de specii de nevertebrate, 8 specii de reptile.